# عثث حريرية وأشباهها
العثث الحريرية وأشباهها أو فوق عائلة بومبيسويديا أو فوق فصيلة بومبيكويديا (الاسم العلمي: Bombycoidea)، هو فيلق من الحشرات يتبع رتيبة ذوات الخرطوم من رتبة حرشفيات الأجنحة.

## التصنيف
- عثث أبو الهول
  - أبو الهولاوات
    - أبو الهولاوية
      - أبو الهول